# Форчинити, Розальба
Розальба Форчинити (итал. Rosalba Forciniti; род. 13 февраля 1986, Козенца, Калабрия, Италия) — итальянская дзюдоистка выступающая в полулёгкой весовой категории до 52 кг. Бронзовый призёр Олимпиады 2012 года.

## Биография
В 2012 году на Олимпийских играх в Лондоне в четвертьфинале победила кореянку Ким Гюн-ок, но в полуфинале проиграла дзюдоистке из КНДР Ан Гым Э (ставшей чемпионкой Олимпиады 2012 года), в борьбе за третье место победила люксембургскую дзюдоистку Мари Мюллер и завоевала бронзовую медаль в весовой категории до 52 кг.

## Выступления на Олимпиадах
| Олимпиада   | Дисциплина              | Место   |
| ----------- | ----------------------- | ------- |
| Лондон 2012 | дзюдо, женщины до 52 кг | 3 место |